# Ornebius stenus
Ornebius stenus är en insektsart som beskrevs av Andrej Vasiljevitj Gorochov 1994. Ornebius stenus ingår i släktet Ornebius och familjen Mogoplistidae. IUCN kategoriserar arten globalt som starkt hotad. Inga underarter finns listade i Catalogue of Life.